# (80184) Hekigoto
(80184) Hekigoto est un astéroïde de la ceinture principale.

## Description
(80184) Hekigoto est un astéroïde de la ceinture principale. Il fut découvert le 10 novembre 1999 à Kuma Kogen par Akimasa Nakamura. Il présente une orbite caractérisée par un demi-grand axe de 2,25 UA, une excentricité de 0,05 et une inclinaison de 2,8° par rapport à l'écliptique.

## Compléments